# Vorname (Deutschland)
In Deutschland bezeichnet der Vorname einer Person den Teil des Namens, der nicht die Zugehörigkeit zu einer Familie ausdrückt (also nicht den Familiennamen), sondern sie innerhalb der Familie bezeichnet. Eine Person kann mehrere Vornamen haben. Im Deutschen stehen die Vornamen (als individuelle Namen) vor dem Familiennamen (von regionalen Ausnahmen abgesehen).
Die Vornamen eines Menschen werden dort meistens nach seiner Geburt von seinen Eltern bestimmt. Es gibt Reglementierungen, die die Freiheit der Wahl des Vornamens mehr oder weniger einschränken. Die Auswahl der Vornamen unterliegt Moden. Bei der Auswahl eines Vornamens können Eltern sich anhand der Vornamenlexika orientieren, Bücher, die laut Konrad Kunze zu den Dauerbestsellern im Buchmarkt gehören.
Als Rufname bezeichnet man den (oder die) Vornamen, unter dem Personen normalerweise angesprochen werden.

## Historische und geographische Entwicklung
Zur Geschichte auf den deutschen Sprachraum bezogen siehe Vorname#Deutscher Sprachraum.

### Renaissance und Reformation
Zu den meistverbreiteten Vornamen in Deutschland zählten im 16. Jahrhundert: Johann/Johannes, Georg, Heinrich, Hans, Christoph, Friedrich, Philipp, Wilhelm, Andreas, Jakob/Jacob, Joachim, Hermann, Martin, Michael, Ludwig, Peter, Caspar, Paul, Anton, Christian; Anna, Maria/Marie, Elisabeth, Katharina/Catharina, Dorothea, Agnes, Magdalene/Magdalena, Sophie, Christine/Christina, Hedwig, Sibylle/Sibylla, Sophia, Barbara, Margarete/Margaretha, Johanna, Eleonore, Ursula, Charlotte, Eva.

### 17. und 18. Jahrhundert
Zu den meistverbreiteten Vornamen in Deutschland zählten im 17. Jahrhundert: Johann, Friedrich, Heinrich, Georg, Christian, Christoph, Wilhelm, Ludwig, Ernst, Philipp, Karl/Carl, Franz, Joachim, Hans, Anton, August, Otto, Adam, Hermann, Andreas, Bernhard; Maria/Marie, Anna, Elisabeth, Sophie, Dorothea, Charlotte, Katharina/Catharina, Eleonore, Amalie/Amalia, Christine, Magdalena, Luise, Henriette, Hedwig, Johanna, Juliane, Sibylla, Sophia, Wilhelmine, Barbara.
Zu den meistverbreiteten Vornamen in Deutschland zählten im 18. Jahrhundert: Johann, Karl/Carl, Friedrich, Georg, Wilhelm, Heinrich, Christian, Franz, Ludwig, August, Ernst, Joseph, Ferdinand, Philipp, Anton, Gustav, Christoph, Hans, Peter, Otto; Maria/Marie, Caroline/Karoline, Luise/Louise, Charlotte, Sophie, Anna, Friederike, Henriette, Amalie, Elisabeth/Elise, Johanna, Wilhelmine, Marianne, Auguste, Dorothea, Christiane, Juliane, Katharina, Julie, Therese.

### 19. Jahrhundert
Zu den meistverbreiteten Vornamen in Deutschland zählten im 19. Jahrhundert: Karl/Carl, Friedrich/Fritz, Wilhelm, Hans, Heinrich, Hermann, Otto, Ernst, Paul, Georg, Max, Franz, Ludwig, August, Rudolf, Adolf, Gustav, Richard, Johann, Julius, Theodor; Marie/Maria, Elisabeth/Else, Anna, Margarete, Helene, Gertrud, Luise/Louise, Hedwig, Auguste, Johanna, Sophie, Charlotte, Clara, Mathilde, Emma, Martha, Ida, Bertha, Frieda, Julie, Käthe.

### 20. Jahrhundert und Gegenwart
Zu den meistverbreiteten Vornamen in Deutschland zählten im 20. Jahrhundert: Hans, Peter, Wolfgang, Klaus, Michael, Karl, Jürgen, Heinz, Thomas, Werner, Walter, Ernst, Franz, Paul, Kurt, Helmut, Herbert, Hermann, Andreas, Dieter; Barbara, Ursula, Maria, Susanne, Elisabeth, Monika, Petra, Karin, Sabine, Claudia, Renate, Eva, Gabriele, Anna, Brigitte, Helga, Christine, Gisela, Ruth, Ulrike.
Zur Zeit des Dritten Reichs spielten Vornamen eine wichtige Rolle bei der Ausgrenzung der jüdischen Bevölkerung. Schon 1934 waren Vorschläge umgesetzt worden, die das Ausmerzen der in der Buchstabiertafel […] enthaltenen jüdischen Namen (David, Isidor, Jacob, Nathan, Samuel und Zacharias) zum Ziel hatten. Die konkrete Umsetzung der im Rahmen der Zweiten Verordnung zur Durchführung des Gesetzes über die Änderung von Familiennamen und Vornamen beschlossenen Gesetze, die der Stigmatisierung der Juden weiteren Vorschub leistete, erfolgte durch einen Runderlass des Reichsministeriums des Innern vom 18. August 1938. In den darin enthaltenen Richtlinien über die Führung von Vornamen wurde verfügt, dass Juden nur bestimmte in einer Anlage aufgelistete Vornamen gegeben werden durften, deren Verwendung anderen deutschen Staatsangehörigen nicht gestattet war. Soweit Juden keinen der in besagter Beilage aufgeführten Vornamen führten, mussten sie ab dem 1. Januar 1939 einen weiteren Vornamen annehmen, und zwar männliche Personen Israel, weibliche Sara, dessen Führung im Rechts- und Geschäftsverkehr ausdrücklich angeordnet wurde. Man muss davon ausgehen, dass bei der Zusammenstellung der vorgeschriebenen jüdischen Vornamen durch die NS-Behörden mit Absicht auch lächerlich und abwertend klingende Beispiele wie Geilchen oder Saudik gewählt wurden. Es ist sicher auch kaum Zufall, dass nicht wenige der biblischen Namen, wie der des aus der Passionsgeschichte bekannten Hohepriesters Kaiphas, für christlich sozialisierte Menschen mit extrem negativen Assoziationen verknüpft waren. Da zahlreiche Vornamen alttestamentlich-hebräischen Ursprungs auch bei den nichtjüdischen Deutschen beliebt waren, man denke nur an Josef oder Michael, entstand die paradox anmutende Situation, dass die NS-ideologisch als jüdisch betrachteten Namen wegen ihrer weiten Verbreitung keine Aufnahme in die genannte Liste erlaubter jüdischer Namen fanden und insofern nur von nichtjüdischen Deutschen, nicht mehr aber von Juden verwendet werden durften. Der offiziell erwünschten Linie folgend empfahl die ostpreußische Autorin Hermine Lettau angehenden Eltern in ihrem im Jahre 1942 erschienenen (und 1947 in der Liste der auszusondernden Literatur aufgeführten) Vornamenbuch Wie heißt Du? die Verwendung von Vornamen germanischen Ursprungs. Dagegen sollten die mit einem Stern gekennzeichneten hebräischen Vornamen, zu denen sie Gabriel, Simon, Jakob, Anne, Hanna, Elisabeth und Lilli zählte, unbedingt vermieden werden.
Während der Teilung Deutschlands erfreuten sich in Ost und West unterschiedliche Namen größerer Beliebtheit. Ronny, Enrico, Mandy, Nancy, Cindy, Sindy, Sandy und Peggy werden als „DDR-Namen“ angesehen, nachdem sie von den 1970er bis in die 1990er Jahre in Ostdeutschland recht beliebt waren. Mandy taucht 1974 in der Top-Ten-Liste der beliebtesten Mädchennamen in der DDR auf, 1980 war er auf Platz sechs.
Etwa 1000 zuvor noch nie vergebene Vornamen werden jährlich in Deutschland eingetragen, zuletzt vor allen Dingen Anglizismen wie Moon, Sunshine, Fox und Summer.

### Vornamenswahl nach Region
Das Vorkommen von speziellen Vornamen in verschiedenen Regionen von Deutschland deutet auf regionale Vornamenspräferenzen hin. Die Verteilung in Deutschland nach dem Telefonverzeichnis von 1998 zeigt, dass sich die männlichen Vornamen Hauke und Carsten besonders in Norddeutschland finden, während sich Katharina und Maria vor allem in Bayern und in der Eifel finden. Gerold und Jan sind typisch für Ostfriesland, während Anton und Xaver nur in Süddeutschland vorkommen. Stefan und Alexander findet sich vor allem im Westen und Frank und Kerstin sind hauptsächlich im Osten populär. Bei einigen Namen, wie Josef und Josefa, wirkt sich die Verteilung der Konfessionen in der jeweiligen Region stark auf die Namenshäufigkeit aus.

#### Thüringen
In Thüringen und einigen anderen Gegenden in Deutschland war es möglich, zwei oder mehrere mitunter alle gleichzeitig lebenden Kinder derselben Familie mit demselben Vornamen taufen zu lassen. Man unterschied dann zwischen „Groß-Hans“ und „Klein-Hans“. Manchmal ist die Gleichnamigkeit nur sekundär oder scheinbar, wenn bei einem Doppelnamen wie „Johann Christoph“ ein Namensteil im praktischen Gebrauch ausfiel oder vergessen wurde und nicht selten bei der Heirat oder beim Tode dieser Person ein neuer Doppelname „erfunden“ wurde. Genealogische Nachforschungen werden erschwert (siehe auch Toter Punkt).

#### Ostfriesland
Im ostfriesischen Raum war es bis in die 1970er Jahre üblich, dem erstgeborenen Sohn den Namen des Großvaters väterlicherseits zu geben. Dem Großvater seinerseits wurde der als ehrenvoll empfundene Zusatz „-Ohm“ gegeben. Bei weiblichen Namen galt das gleiche, dem Mädchen wurde der Name der Großmutter gegeben, die Ahnin selbst wurde durch den Zusatz „-möh“ angesprochen. Diese Regelung wird kaum noch praktiziert.
- Beispiel

Großvater: Hinrich, Vater: Harm, Sohn: Hinrich. Aus dem Großvater wurde „Hinrich-Ohm“.
Großmutter: Gertje, Mutter: Jantje, Tochter: Gertje. Aus der Großmutter wurde dann „Gertje-Möh“.

#### Süddeutschland
Im süddeutschen sowie ostsächsischen Sprachraum wird in der Umgangssprache teilweise der Rufname dem Familiennamen nachgestellt, wie „der Köhlers Werner“ oder auch „der Köhler Werner“. Obwohl der Familienmitgliedsname in diesen Fällen nicht mehr vor dem Familiennamen steht, bleibt er trotzdem der Vorname.

## Rechtliche Situation

### Namensgebung
Das Recht der Namensgebung ist in Deutschland nur teilweise gesetzlich geregelt. Es handelt sich um Gewohnheits- und um Richterrecht. Ausnahmen bestehen bei Vornamensänderungen im Rahmen einer Adoption (§ 1757 Abs. 3 BGB), im Rahmen des Selbstbestimmungsgesetzes (§ 2 Abs. 3 SBGG) oder aus sonstigen wichtigen Gründen (§ 11 Namensänderungsgesetz).
Das Recht auf Namensfindung liegt bei den Eltern bzw. dem allein Sorgeberechtigten. Dabei steht ihnen auch zu, einen neuen Namen zu erfinden, solange er den geltenden Richtlinien für die Namensgebung entspricht.
Der Vorname …
- … muss als Vorname erkennbar sein[9]
  - … darf kein weitverbreiteter Orts- oder Markenname sein.
  - … darf kein Familienname sein.[10] Ausnahmen sind insbesondere bei ostfriesischen Zwischennamen (zum Beispiel „ten Doornkaat“ BGH StAZ 1959, 210 ff) und bei sehr seltenen, ungewöhnlichen Nachnamen (zum Beispiel Wannek, Birkenfeld) gemacht worden, sowie natürlich bei den Familiennamen, die hauptsächlich als Vornamen bekannt sind (wie Gerhart).
  - … darf keinen Titel wie Lord oder Prinzessin bezeichnen.
- … muss nicht mehr wie bis 2008 eindeutig männlich oder weiblich sein, sondern darf auch neutral sein.[11]
- … darf dem Kindeswohl nicht schaden, indem er das Kind lächerlich machen oder eine Verbindung „zum Bösen“ herstellen würde.[9]
  - Der Vorname Adolf ist hingegen in Deutschland trotz der starken Belastung durch den Diktator Adolf Hitler abhängig von den Beweggründen der Eltern möglicherweise eintragungsfähig.[12]
  - Die Vergabe des Vornamens Lucifer lehnte die GfdS aus Gründen des Kindeswohls ab, jedoch wurde er in Deutschland bereits als Vorname beurkundet.[9]
- … darf das religiöse Empfinden der Mitmenschen nicht verletzen, zum Beispiel Christus und früher auch Jesus (durch OLG Frankfurt 20 W 149/98 als Vorname zugelassen).
- … muss innerhalb eines Monats nach der Geburt festgelegt werden (§ 22 Abs. 1 Personenstandsgesetz).

In Zweifelsfällen bitten Standesämter Institutionen wie die seit den 60er Jahren bestehende Namenberatungsstelle an der Universität Leipzig oder die Gesellschaft für deutsche Sprache in Wiesbaden um eine Stellungnahme.
Eine Person kann mehrere, muss aber mindestens einen Vornamen besitzen. Nach einem Beschluss des Bundesverfassungsgerichtes darf das Amtsgericht die Anzahl der Vornamen eines Kindes zu dessen Wohle beschränken (in diesem Fall durfte die Mutter ihrem Kind statt zwölf nur fünf Vornamen geben). Bei Verwendung mehrerer Vornamen wird der Vorname, mit dem die Person hauptsächlich angeredet („gerufen“) wird, als „Rufname“ bezeichnet. Die Reihenfolge der Vornamen stellt keine Rangfolge dar. Nach höchstrichterlicher Rechtsprechung (BGH, Beschluss vom 15. April 1959 – IV ZB 286/58) steht es in Deutschland dem Namensträger frei, zwischen seinen standesamtlich eingetragenen Namen zu wählen. Ein Rufname ist also nicht unveränderlich festgelegt.
Die Namen eines Kindes müssen sich von denen seiner Geschwister unterscheiden. Wenn mehrere Vornamen vergeben werden, darf einer dem der Geschwister entsprechen (BayObLGZ 1985, 362–368). Drei Vornamen sollen nicht durch Bindestrich zu einem Vornamen verbunden werden (Jan-Marius-Severin; StAZ 1982, 46–47).
Bei der Geschlechtsgebundenheit des Vornamens wurde eine ältere Dienstanweisung durch ein Urteil des Bundesverfassungsgerichts verworfen. Nach § 262 Abs. 4 der Dienstanweisung für die Standesbeamten und ihre Aufsichtsbehörden soll der Vorname eindeutig männlich oder weiblich sein. Lässt ein Vorname Zweifel über das Geschlecht des Kindes aufkommen, so soll der Standesbeamte verlangen, dass dem Kinde ein weiterer, den Zweifel ausschließender Vorname beigelegt wird. Eine Ausnahme stellen etablierte Namen wie Toni, Sascha, Nicola, Ashley, Robin, Andrea dar. Eine seit langem bestehende Ausnahme von der Geschlechtskennzeichnung stellt die Vergabe des weiblichen zweiten Vornamen Maria an einen Jungen dar (BGHZ 30, 132–140; mittlerweile sogar mit Bindestrich zulässig: Claus-Maria, AG Traunstein 10 UR III 61/92; Johannes-Marie, AG Mönchengladbach 15 III 7/97). Das Bundesverfassungsgericht entschied dagegen 2008, dass das Gesetz keine Begrenzung der elterlichen Vornamenswahl auf einen geschlechtsbezogenen Namen vorsieht. Obengenannte Dienstanweisung ist daher für die Eltern nicht bindend. Die elterliche Vornamenswahl findet ihre Grenzen nur da, wo eine Kindeswohlgefährdung vorliegt, von der „allenfalls dann auszugehen [ist], wenn der gewählte Vorname dem Kind offensichtlich nicht und nach keiner Betrachtungsweise die Möglichkeit bietet, sich anhand des Vornamens mit seinem Geschlecht zu identifizieren“.

### Namensänderung
Aufgrund des seit November 2024 geltenden Selbstbestimmungsgesetzes können intersexuelle, transgeschlechtliche und nichtbinäre Personen in Deutschland ihren Vornamen ändern lassen, so dass er ihrer Geschlechtsidentität entspricht. Eine Kontroverse besteht noch darüber, ob die Anzahl der alten Vornamen beibehalten werden muss, wie einige Standesämter unrichtigerweise behaupten, oder auch die Anzahl der Vornamen geändert werden kann, damit die eigene empfundene Geschlechtsidentität wirksam abgebildet wird. Beispielsweise kann aus Gerhard auch Andrea Luca werden und nicht nur Andrea oder Luca.
In Deutschland besteht darüber hinaus in Ausnahmefällen die Möglichkeit, den eigenen Vornamen im Nachhinein ändern zu lassen. Dies fällt in den Zuständigkeitsbereich der Namenänderungsbehörde, die entweder beim Standesamt, der Kreisverwaltung oder beim Ordnungsamt angesiedelt ist. 
Damit der Vorname geändert werden kann, müssen bestimmte Kriterien erfüllt sein. Zum Beispiel können ausländische Vornamen nach der Einbürgerung eingedeutscht werden, oder falls dies nicht möglich ist, neue Vornamen gewählt werden (Art. 47 EGBGB). Außerdem gibt es die Möglichkeit, den Vornamen aufgrund der Religion ändern zu lassen und, wenn jemand schon immer anders genannt wurde und sich mit seinem exotischen Vornamen nicht abfinden kann.

### Vornamen in den Personaldokumenten
In den Personalausweisen und Reisepässen der Bundesrepublik Deutschland wurden und werden alle Vornamen der Person im Feld „Vornamen“, in der Reihenfolge wie sie von links nach rechts in der Geburtsurkunde stehen, eingetragen. In der maschinenlesbaren Zone (MRZ; auf Personalausweisen auf der Rückseite, in Reisepässen unten auf der Vorderseite der Passkarte) wurde bis 31. Oktober 2010 hingegen nur ein Vorname eingetragen. Dies war in der Regel der erste Vorname, außer wenn der Antragsteller die Eintragung eines anderen Vornamens als „Rufname“ wünschte.
Internationalen Standards, die auf Empfehlungen der Internationalen Zivilluftfahrtorganisation (ICAO) zurückgehen, folgend wird seit Oktober 2010 die Zusammensetzung des Namens in der MRZ nach einem einheitlichen Verfahren festgelegt. Mit Wirkung vom 1. November 2010 werden deshalb in der MRZ alle Vornamen der Geburtsurkunde entsprechend eingetragen. In Fällen, in denen auf Grund der begrenzten Anzahl von Zeichen in der MRZ die Eintragung aller Vornamen nicht möglich ist, werden zuerst der Familienname und dahinter die Vornamen aus der Geburtsurkunde soweit möglich eingetragen.

### Verwendung der Vornamen
Die in der Geburtsurkunde eingetragenen Vornamen dürfen von den Namensträgern im privaten Rechts- und Geschäftsverkehr nach Belieben genutzt werden und sind gleichberechtigt. Während in der Bundesrepublik Deutschland heutzutage nicht mehr zwischen Rufnamen und sonstigen Vornamen unterschieden wird, wurden in einigen Bundesländern und auch in der DDR bis zur Wiedervereinigung Rufnamen in Geburtsurkunden und Personalausweisen unterstrichen. Die alleinige Verwendung des Vornamens genügt grundsätzlich nicht, wenn es um die Rechtsverbindlichkeit einer Unterschrift geht. Ausnahmen können bei Bischöfen sowie im Rechtsverkehr unter Verwandten bestehen.

### Gerichtsentscheidungen über Vornamen
| Vorname                   | Entscheidungsinhalt                                           | Fundstelle                                                          |
| ------------------------- | ------------------------------------------------------------- | ------------------------------------------------------------------- |
| Aiwara                    | als weiblicher Vorname eintragungsfähig                       | StAZ 1989, 381                                                      |
| Birkenfeld                | als männlicher Vorname eintragungsfähig                       | NJW-RR 2000, 1170–1171                                              |
| Büb                       | als männlicher Vorname eintragungsfähig                       | StAZ 2001, 110                                                      |
| Cheyenne Emma Katharina   | als weiblicher Vorname eintragungsfähig                       | StAZ 1995, 300                                                      |
| Cosma-Shiva               | als weiblicher Vorname eintragungsfähig                       | StAZ 1994, 117                                                      |
| Danny                     | als alleiniger männlicher Vorname eintragungsfähig            | StAZ 2008, 108–109                                                  |
| Dior                      | als weiblicher Vorname eintragungsfähig                       | StAZ 1995, 299–300                                                  |
| Djehad (Sprich: Dschihad) | als männlicher Vorname eintragungsfähig                       | KG, 1 W 93/07                                                       |
| Domino Carina             | als weiblicher Vorname eintragungsfähig                       | StAZ 1991, 321                                                      |
| Emanuele                  | als alleiniger männlicher Vorname eintragungsfähig            | StAZ 2006, 171                                                      |
| Emily-Extra               | als weiblicher Vorname eintragungsfähig                       | Schleswig-Holsteinisches Oberlandesgericht 2 W 110/03               |
| Fanta                     | als weiblicher Vorname eintragungsfähig                       | StAZ 1999, 147–148                                                  |
| Galaxina                  | als weiblicher Vorname eintragungsfähig                       | StAZ 1994, 117                                                      |
| Gerrit                    | als männlicher Vorname eintragungsfähig                       | StAZ 1998, 322–323                                                  |
| Ibanez Sophie             | als weiblicher Vorname eintragungsfähig                       | StAZ 1997, 40                                                       |
| Jasmin Heide Kaur         | als weiblicher Vorname eintragungsfähig                       | OLG Stuttgart 8 W 566/87                                            |
| Jazz                      | als männlicher Vorname eintragungsfähig                       | StAZ 1999, 149–150                                                  |
| Jedida                    | als weiblicher Vorname eintragungsfähig                       | StAZ 1989, 381                                                      |
| Jesus                     | als männlicher Vorname eintragungsfähig                       | OLG Frankfurt /Main 1998, 20 W 149/98                               |
| Kai                       | als alleiniger Vorname für einen Jungen eintragungsfähig      | OLGR Hamm 2005, 51–53                                               |
| Kiana Lemetri             | als weiblicher Vorname eintragungsfähig                       | StAZ 1999, 147                                                      |
| Kiran                     | als alleiniger Vorname für alle Geschlechter eintragungsfähig | BVerfG, 1 BvR 576/07 vom 5. Dezember 2008                           |
| Kolle                     | als männlicher Vorname eintragungsfähig                       | StAZ 1998, 127                                                      |
| Lafayette                 | als männlicher Vorname eintragungsfähig                       | StAZ 1992, 378                                                      |
| Latoya                    | als weiblicher Vorname eintragungsfähig                       | StAZ 1993, 357, gegenteilige Entscheidung StAZ 1994, 195            |
| Leines                    | als männlicher Vorname eintragungsfähig                       | StAZ 2001, 327                                                      |
| LouAnn                    | als weiblicher Vorname eintragungsfähig                       | StAZ 2004, 45–46                                                    |
| Luka / Luca               | als alleiniger männlicher Vorname eintragungsfähig            | NJW-RR 2005, 874–876, OLGR Frankfurt 2004, 322–323                  |
| Lütke                     | als dritter männlicher Vorname eintragungsfähig               | BGH Beschl. v. 30. April 2008 AZ. XII ZB 5/08 = NJW 2008, 2500–2502 |
| Maitreyi Padma            | als weiblicher Vorname eintragungsfähig                       | NJW-RR 1988, 74–74                                                  |
| Max Amos Soma Xam         | als männlicher Vorname eintragungsfähig                       | StAZ 1984, 129–129                                                  |
| Merle                     | als alleiniger weiblicher Vorname eintragungsfähig            | StAZ 1998, 346–347                                                  |
| Meva                      | als weiblicher Vorname eintragungsfähig                       | StAZ 2003/16                                                        |
| Michael Cougar            | als männlicher Vorname eintragungsfähig                       | StAZ 1992, 144                                                      |
| Nicola Andrea             | als männlicher Vorname eintragungsfähig                       | StAZ 1983, 15–16, NJW-RR 1995, 773–774                              |
| Nikita Katharina          | als weiblicher Vorname eintragungsfähig                       | StAZ 1995, 298                                                      |
| November                  | als Vorname für alle Geschlechter eintragungsfähig            | LG Bonn 4 T 202/06                                                  |
| Oleander                  | als männlicher Vorname eintragungsfähig                       | StAZ 1983, 351–352                                                  |
| Marie Jasmin Pepples      | als weiblicher Vorname eintragungsfähig                       | StAZ 1993, 356–357                                                  |
| Pumuckl                   | als männlicher Vorname eintragungsfähig                       | NJW 1984, 1360–1362                                                 |
| Ranjo                     | als männlicher Vorname eintragungsfähig                       | StAZ 1986, 355–355                                                  |
| Rike Leontes Klarissa     | als weiblicher Vorname eintragungsfähig                       | AG Karlsruhe UR III 155/86                                          |
| Roi                       | als männlicher Vorname eintragungsfähig                       | StAZ 1998, 345–346                                                  |
| Sascha                    | als alleiniger männlicher Vorname eintragungsfähig            | NJW-RR 1990, 9–10                                                   |
| Sundance                  | als männlicher Vorname eintragungsfähig                       | StAZ 2001, 177–178                                                  |
| Sunshine                  | als weiblicher Vorname eintragungsfähig                       | OLG Düsseldorf 3 Wx 437/88                                          |
| Sweer                     | als männlicher Vorname eintragungsfähig                       | StAZ 1998, 346                                                      |
| Tamy Sarelle              | als weiblicher Vorname eintragungsfähig                       | NJW-RR 1988, 712–713                                                |
| Tanisha                   | als weiblicher Vorname eintragungsfähig                       | StAZ 1996, 47                                                       |
| Wannek                    | als männlicher Vorname eintragungsfähig                       | StAZ 1992, 72                                                       |
| Windsbraut                | als weiblicher Vorname eintragungsfähig                       | StAZ 1985, 166–167                                                  |

| Vorname                                      | Entscheidungsinhalt                                                                                          | Fundstelle                            |
| -------------------------------------------- | --- | ------------------------------------- |
| Alpha                                        | als männlicher Vorname eintragungsfähig, wenn ein zweiter, eindeutig männlicher Vorname hinzugefügt wird     | StAZ 1984, 281–282                    |
| Eike                                         | als männlicher Vorname eintragungsfähig, wenn ein zweiter, eindeutig männlicher Vorname hinzugefügt wird     | NJW-RR 1989, 1030–1032                |
| Frieden Mit Gott Allein Durch Jesus Christus | als männlicher Vorname einzutragen (allerdings nur, weil er im Ursprungsland Südafrika lange getragen wurde) | OLG Bremen 1 W 49/95, StAZ 1996, 0086 |
| Godot                                        | als männlicher Vorname eintragungsfähig, wenn ein zweiter, eindeutig männlicher Vorname hinzugefügt wird     | NJW-RR 1997, 834–835                  |
| Gor                                          | als weiblicher Vorname eintragungsfähig, wenn ein zweiter, eindeutig weiblicher Vorname hinzugefügt wird     | OLG Düsseldorf 3 Wx 170/95            |
| Jona/Jonah                                   | für alle Geschlechter mit weiteren geschlechtseindeutigen Vornamen eintragungsfähig                          | StAZ 2002, 42–43                      |
| London                                       | für alle Geschlechter mit weiteren geschlechtseindeutigen Vornamen eintragungsfähig                          | StAZ 2012, 244–245                    |
| Lynik                                        | als weiblicher Vorname eintragungsfähig, wenn ein zweiter, eindeutig weiblicher Vorname hinzugefügt wird     | StAZ 1992, 312–313                    |
| Mikado                                       | als männlicher Vorname eintragungsfähig, wenn ein zweiter, eindeutig männlicher Vorname hinzugefügt wird     | StAZ 1998, 209–210                    |
| Mike                                         | als weiblicher Vorname eintragungsfähig, wenn ein zweiter, eindeutig weiblicher Vorname hinzugefügt wird     | OLGR Frankfurt 1996, 247–248          |
| Prestige                                     | als weiblicher Vorname eintragungsfähig, wenn ein zweiter, eindeutig weiblicher Vorname hinzugefügt wird     | MDR 1998, 416                         |
| River                                        | mit einem zweiten, geschlechtseindeutigen Vornamen eintragungsfähig                                          | StAZ 1998, 208–209                    |
| Sonne                                        | als weiblicher Vorname eintragungsfähig, wenn ein zweiter, eindeutig weiblicher Vorname hinzugefügt wird     | BayObLGZ 1994, 191–195                |
| Tjorven                                      | als männlicher Vorname eintragungsfähig, wenn ein zweiter, eindeutig männlicher Vorname hinzugefügt wird     | OLGR Hamm 2001, 195–197               |
| Uragano                                      | als weiblicher Vorname eintragungsfähig, wenn ein zweiter, eindeutig weiblicher Vorname hinzugefügt wird     | BayObLGR 1997, 39                     |
| Zeta                                         | als weiblicher Vorname eintragungsfähig, wenn ein zweiter, eindeutig weiblicher Vorname hinzugefügt wird     | StAZ 1990, 197–198                    |
| Zooey                                        | als männlicher Vorname eintragungsfähig, wenn ein zweiter, eindeutig männlicher Vorname hinzugefügt wird     | StAZ 2005, 18                         |

| Vorname                               | Entscheidungsinhalt | Fundstelle                         |
| ------------------------------------- | --- | ---------------------------------- |
| Ana                                   | als männlicher Vorname nicht eintragungsfähig | StAZ 1984, 129–129                 |
| Aora                                  | als Vorname nicht eintragungsfähig | StAZ 1984, 282–282                 |
| Atomfried                             | als Vorname nicht eintragungsfähig | Amtsgericht Hamburg, Februar, 1964 |
| Beauregard                            | als männlicher Vorname nicht eintragungsfähig | StAZ 1989, 379–380                 |
| Borussia                              | als Vorname nicht eintragungsfähig | AG Kassel 765 III 56/96            |
| Bräunche                              | (Geburtsname der Mutter) als Vorname nicht eintragungsfähig                                                                                           | StAZ 1986, 286–287                 |
| Cezanne                               | als Vorname nicht eintragungsfähig | OLGR Karlsruhe 1999, 226–227       |
| Christin                              | als Vorname für einen Jungen auch in Kombination mit eindeutig männlichen Vornamen nicht eintragungsfähig                                             | FamRZ 1993, 357                    |
| Heike                                 | als alleiniger Vorname für den süddeutschen Raum abgelehnt, da das Geschlecht nicht hinreichend zu erkennen ist                                       | NJW 1982, 2262–2262                |
| Hemingway                             | als Vorname nicht eintragungsfähig | StAZ 1985, 250–251                 |
| Heydrich                              | als Vorname nicht eintragungsfähig | StAZ 1994, 317                     |
| Holgerson                             | als Vorname nicht eintragungsfähig, weil er in Schweden als typischer Familienname gebräuchlich ist (dort allerdings mit doppeltem s, als Holgersson) | OLGZ 1992, 45–47                   |
| Jedidja                               | als weiblicher Vorname nicht eintragungsfähig | StAZ 1989, 380–381                 |
| Jenevje                               | als Eindeutschung des französischen Vornamens „Genevieve“ als weiblicher Vorname nicht eintragungsfähig                                               | StAZ 1994, 288                     |
| Josephin                              | als alleiniger Vorname für ein Mädchen nicht eintragungsfähig                                                                                         | NJW-RR 1994, 580–581               |
| Lafayette Vangelis                    | als männlicher Vorname nicht eintragungsfähig | StAZ 1984, 130–131                 |
| Lindbergh                             | als Vorname nicht eintragungsfähig | StAZ 2007, 179–180                 |
| Lord                                  | als Vorname nicht eintragungsfähig | FamRZ 1993, 1242–1243              |
| Marey                                 | als männlicher Vorname nicht eintragungsfähig | StAZ 1995, 330                     |
| Mechipchamueh                         | als Vorname nicht eintragungsfähig | StAZ 1999, 44–45                   |
| Micha                                 | als alleiniger männlicher Vorname nicht eintragungsfähig                                                                                              | StAZ 1993, 355                     |
| Mika                                  | als alleiniger männlicher Vorname nicht eintragungsfähig                                                                                              | StAZ 2007, 179                     |
| Moewe                                 | als Vorname nicht eintragungsfähig | BayObLGZ 1986, 171–174             |
| Moon Unit                             | als Vorname nicht eintragungsfähig | AG Schöneberg 70 III 387/87        |
| Navajo                                | als Vorname nicht eintragungsfähig | StAZ 1995, 45–46                   |
| Pan                                   | als Vorname nicht eintragungsfähig | StAZ 1978, 184–185                 |
| Peterson, Petersohn, Laurens-Peterson | als Vornamen nicht eintragungsfähig | StAZ 1987, 139–139                 |
| Pfefferminze                          | als Vorname nicht eintragungsfähig | StAZ 1997, 40                      |
| Puschkin                              | als weiblicher Vorname nicht eintragungsfähig | StAZ 1983, 351–351                 |
| Ronit                                 | als alleiniger weiblicher Vorname nicht eintragungsfähig                                                                                              | StAZ 1993, 321–322                 |
| Rosa                                  | als männlicher Vorname nicht eintragungsfähig | StAZ 1993, 50                      |
| Rosenherz                             | als Vorname nicht eintragungsfähig | StAZ 1994, 118                     |
| Schröder                              | als Vorname nicht eintragungsfähig | OLGZ 1985, 154–156                 |
| Stompie                               | als Vorname nicht eintragungsfähig | StAZ 1990, 73–74                   |
| Stone                                 | als Vorname nicht eintragungsfähig | StAZ 1994, 195                     |
| Tom Tom                               | als Vorname nicht eintragungsfähig | StAZ 1991, 255                     |
| Verleihnix                            | als Vorname nicht eintragungsfähig | StAZ 1990, 200                     |
| Wegwanipiu                            | als Vorname nicht eintragungsfähig | StAZ 1997, 380                     |
| Woodstock                             | als Vorname nicht eintragungsfähig | StAZ 1990, 74–75                   |

## Vornamen mit Bindestrich
- Juristisch gelten Bindestrich-Namen als untrennbare Einheit, d. h. ein Hans-Peter oder eine Anna-Sophia muss Dokumente immer mit dem vollständigen Vornamen unterschreiben, während ein Hans Peter oder eine Anna Sophia mit beiden Vornamen oder auch nur mit dem ersten oder nur mit dem zweiten Vornamen unterschreiben kann.
- Ein Bindestrich im Vornamen kann auf elektronischen Systemen ähnliche Probleme bereiten wie Umlaute und der Buchstabe "ß" und durch eine Namensänderung eliminiert werden. Der zweite Namensbestandteil wird dann zu einem weiteren Vornamen.